# Chiranuwat Chamnanjan
Chiranuwat Chamnanjan (ur. 5 listopada 1999) – tajski zapaśnik walczący w obu stylach. Zajął dziewiętnaste miejsce na igrzyskach Azjatyckich w 2018. Srebrny medalista igrzysk Azji Południowo-Wschodniej w 2023 i brązowy w 2021. Drugi na mistrzostwach Azji Południowo-Wschodniej w 2022 roku.